# 台湾罗汉果
台湾罗汉果（学名：Siraitia taiwaniana），为葫芦科罗汉果属下的一个植物种。